# SuperSocket 7
Le Super Socket 7 n'est pas un vrai nouveau socket en soi, c'est une évolution du Socket 7 proposée par AMD en mai 1998. Il est physiquement entièrement identique au Socket 7 et est d'ailleurs entièrement rétrocompatible avec ce dernier. Cette architecture se distingue particulièrement par la hausse de la fréquence du bus système à 100 MHz. La plupart des Super Socket 7 permettent également d'utiliser des cartes vidéo AGP. Bien qu'initialement prévu pour les AMD K6-2 les plus rapides et les K6-III, d'autres compagnies telles que Cyrix ou encore IDT (en) en ont profité pour proposer leurs processeurs pour ce socket.
Cette architecture a été créée par AMD dans le but de patienter jusqu'à la sortie de l'Athlon. En effet, c'est le dernier socket Intel sur lequel AMD eut le droit de concevoir des processeurs. Pour la nouvelle génération, AMD dut créer leur architecture propre pour continuer, ce qu'ils firent en 1999 avec le Slot A.
C'est donc le dernier socket à supporter aussi bien les processeurs x86 Intel que ceux d'AMD.
En recyclant le Socket 7 vieillissant, cette architecture avait aussi l'avantage d'être très peu onéreuse vis-à-vis du Slot 1 d'Intel, tout en proposant des performances plus que respectables pour l'époque.